# 貫地谷栞
貫地谷栞（日语：／ Kanjiya Shihori，1985年12月12日—），是日本東京都出身的女演員，血液A型，身高156cm。大妻女子大學文學院中輟。

## 簡歷
初中時，在新宿車站被現在的經紀人聘請進入演藝圈。之後曾在伊藤正次演劇研究所接受演劇的指導。2004年演出電影《Swing Girls》，2007年演出NHK大河劇《風林火山》後，從1864個試鏡者中脫穎而出，首次主演NHK晨間小說連續劇《喜代美》，2008年獲頒日本電影和電視製片人協會的飛翔黃金獎（新人獎）的肯定。2010年主演舞台劇《生命最後一個月的花嫁》，並獲得第7回「日本全國美容週獎」。2013年於電影《吻》初次主演，其後亦憑此獲得第56屆日本藍絲帶獎最佳女主角的獎項。此後持續活躍在電視劇、電影、配音、旁白、廣播劇及舞台劇等領域。

## 人物
- 「貫地谷」是相當稀少的姓氏，在日本全國只有六戶[4]。
- 家庭成員有父、母、祖母，是家中的獨生女。是她的本名，名字由來是母親很喜歡南方之星的單曲「栞的主題曲」，但「栞」當時非人名用漢字，於是按姓名學改取平假名。[5]
- 興趣是欣賞電影、聽音樂和空想，是Mr.Children、Remioromen與無限開關的歌迷。特殊技能除了小號外，她亦可以在兩分鐘內穿好和服[6]。
- 喜歡漫畫，愛讀《美少女戰士》、《玻璃假面》、《相聚一刻》、《灌籃高手》、《林檎&蜂蜜》、《天才家庭·公司》等漫畫。 [7]
- 本人在嵐的宿題君及5LDK等節目提過，欣賞男性手臂的肌肉線條。
- 藝能界裡的好友有本假屋唯香、竹內結子和北川景子 等人。[8]
- 日本競艇選手貫地谷直人是她的親堂哥。 [9]
- 欣賞的異性類型為Mr. Children的櫻井和壽、高橋克典。[10]
- 2019年9月，透過個人社交媒體及經紀公司宣佈本人與圈外人結婚的消息。[11]

## 主要作品

### 電視劇
| 日本首播／播放日期    | 中文劇名                     | 電視台   | 角色名稱                            |
| --------------------- | ---------------------------- | -------- | ----------------------------------- |
| 2005年1月－3月        | H2好逑雙物語                 | TBS      | 小山内美歩                          |
| 2005年7月－9月        | 刑事部屋～六本木奇怪的搜査班 | 朝日     | 南原亞紀                            |
| 2005年10月－12月      | 大奧〜華之亂〜               | CX       | 染子                                |
| 2007年1月－4月        | 風林火山（1~4集）（大河劇）  | NHK      | 美津                                |
| 2007年1月－2月        | 流星花園2（3〜7集）          | TBS      | 日向更                              |
| 2007年10月－2008年3月 | 喜代美（晨間小說連續劇）     | NHK      | 和田喜代美/青木喜代美（徒然亭若狭） |
| 2008年4月－6月        | 你不是犯人吧？               | 朝日     | 森田櫻                              |
| 2008年7月－9月        | 安藤奈津                     | TBS      | 安藤奈津                            |
| 2009年1月－3月        | Love Shuffle                 | TBS      | 香川芽衣                            |
| 2009年7月－9月        | Buzzer Beat                  | CX       | 海老名麻衣                          |
| 2010年1月－3月        | 率直男人                     | KTV      | 町田佳乃                            |
| 2010年1月－12月       | 龍馬傳（大河劇）             | NHK      | 千葉佐那子                          |
| 2010年4月－5月        | 警部補 矢部謙三              | 朝日     | 桂美晴                              |
| 2011年2月－3月        | 王牌酒保                     | 朝日     | 來島美和（女主角）                  |
| 2011年4月－6月        | 遺留搜查                     | 朝日     | 織田美幸（女主角）                  |
| 2011年7月－9月        | 華和家四姊妹                 | TBS      | 華和櫻子                            |
| 2012年4月－6月        | 家族之歌                     | CX       | 青田洋子                            |
| 2013年1月－12月       | 八重之櫻（大河劇）           | NHK      | 高木時尾                            |
| 2013年1月－3月        | APOYAN〜奔跑吧國際機場       | TBS      | 馬場英恵                            |
| 2014年1月－2月        | 不幸小姐                     | NHK BS   | 千倉繼美                            |
| 2014年6月－9月        | 吉原裏同心                   | NHK      | 汀女                                |
| 2015年1月－3月        | 約飯                         | 毎日放送 | 神林惠                              |
| 2015年4月－6月        | Mother Game～她們的階級～    | TBS      | 神谷由紀                            |
| 2016年1月－3月        | 約飯2                        | 毎日放送 | 神林惠                              |
| 2016年4月－6月        | 早子老師，要結婚是真的嗎？   | 毎週四   | 久我山美嘉                          |
| 2017年1月－12月       | 女城主 直虎（大河劇）        | NHK      | 志乃                                |
| 2018年1月－3月        | Repeat～改變命運的10個月－   | YTV      | 篠崎 鮎美                           |
| 2018年4月－6月        | 神探夏洛克小姐               | HBO      | 橘和都                              |
| 2019年4月－9月        | 夏空                         | NHK      | 大澤麻子                            |
| 2020年1月－3月        | 忒修斯之船                   | TBS      | 村田藍／田村鈴                      |
| 2020年7月－9月        | 親愛的病人                   | NHK      | 真野千晶                            |
| 2021年10月－12月      | 只有顏值老師                 | CX       | 龜高千里                            |
| 2022年3月 - 4月       | 正體                         | WOWOW    | 安藤紗耶香                          |

### 單元劇、客串角色
| 劇名／集數                                 | 播放日期               | 電視台       | 角色名稱   |
| ------------------------------------------ | ---------------------- | ------------ | ---------- |
|                                            | 2002年6月28日          | CX           | 坂井里佳   |
| 再見、小津先生                             | 2004年11月26日         | CX           | 田口       |
| 信長之棺                                   | 2006年11月5日          | 朝日         | 小鶴       |
| 冰點                                       | 2006年11月26日         | 朝日         | 相沢順子   |
| 山野愛子物語                               | 2006年12月5日          | 日本電視台   |            |
| 大奧SP〜另一個故事〜                       | 2006年12月29日         | CX           | おしの     |
|                                            | 2007年8月5日           | WOWOW        | 中沢恵子   |
| 壽司王子（5話、6話）                       | 2007年8月              | 朝日         | 浅葱百合   |
| 被取締役新入社員                           | 2008年3月31日          | TBS          | 工藤沙紀   |
| 我的野蠻女友（4話〜6話）                   | 2008年5月              | TBS          | 野野村雪乃 |
|                                            | 2008年10月11日         | CX           | 小中       |
| 迷宮先生－第六季（第2話）                  | 2008年10月30日         | 朝日         |            |
| 警官之血                                   | 2009年2月              | 朝日         | 安城順子   |
| 求職的女孩（就活のムスメ）                             | 2009年3月27日          | 朝日         |            |
|                                            | 2009年5月15日          | 朝日         | 志乃       |
|                                            | 2009年11月21日         | 朝日         | 神林一子   |
|                                            | 2009年12月11-25日      | CX           | 好美       |
| 輪迴之雨                                   | 2010年1月4日           | CX           | 菅井愛實   |
|                                            | 2011年1月2日           | 東京電視台   | 楓         |
| 新春SP 美味小天王                          | 2011年1月8日           | 朝日         | 安達真由美 |
| 戀愛泡菜（恋するキムチ）                               | 2011年2月18日、3月21日 | NHK岐阜、NHK | 伴野實     |
|                                            | 2011年7月30日          | 朝日         | 神林一子   |
|                                            | 2011年12月12日         | TBS          | 栗山かおる |
| 以後再也不綁架了                           | 2012年1月3日           | CX           | 花園皐月   |
|                                            | 2012年1月8日           | MBS          | 星野美音   |
|                                            | 2012年4月6日           | TBS          | 横手涼子   |
| 向田邦子 Innocent 第3話「三角波」          | 2012年4月7日           | WOWOW        | 巻子       |
|                                            | 2012年8月24日          | CX           | おはる     |
| 澪之料理帖                                 | 2012年9月22日          | 朝日         | あさひ太夫 |
| 在山脊的那一邊～父與子的日航飛機墜落事件～ | 2012年10月             | WOWOW        | 小倉步     |
| 「」單身女的聖誕快樂                       | 2012年12月17-19日      | NTV          | 松原楓     |
| 美味小天王 2013                            | 2013年5月11日          | 朝日         | 安達真由美 |
| 事件救命医～IMAT的奇跡                     | 2013年10月6日          | 朝日         | 美山由加里 |
|                                            | 2013年12月27日         | CX           | おはる     |
| NHK正月時代劇 / 落櫻繽紛                   | 2014年1月1日           | NHK          | 和香       |
|                                            | 2014年2月8日           | 朝日         | 神林一子   |
| 澪之料理帖 第2彈                           | 2014年6月8日           | 朝日         | あさひ太夫 |
| 事件救命医2～IMAT的奇跡                    | 2014年6月15日          | 朝日         | 美山由加里 |
| 媽媽生存的証明                             | 2014年7月5日           | 朝日         | 大森恭子   |

### 電影
| 電影名稱（日文原名）                        | 日本上映日期   | 飾演            |
| ------------------------------------------- | -------------- | --------------- |
| 慘劇館/夢子                                 | 2002年         | 奥矢月子        |
|                                             | 2002年         | 稻原秋子        |
| 3↓1/2（ミクダリハン）                                   | 2002年         | 遙              |
| SURVIVE STYLE5+                             | 2004年         | 小林果步        |
| Swing Girls                                 | 2004年         | 齊藤良江        |
|                                             | 2005年         | 長尾瑠奈        |
| KARAOKE -人生紙一重-                        | 2005年         | 井上祥子        |
| 偵探事務所5                                 | 2005年         | 宍戶瞳          |
| 最終兵器少女                                | 2006年         | 明美            |
|                                             | 2006年         |                 |
| 夜間遠足                                    | 2006年         | 後藤梨香        |
| 愛的流刑地                                  | 2007年         | 村尾高子        |
| 神童                                        | 2007年4月21日  | 賀茂川香音      |
| 彩戀 SAI-REN                                | 2007年8月4日   | 廣瀨葫子        |
| 繃帶俱樂部                                  | 2007年9月15日  | 丹澤志緒美      |
| 永遠的三丁目的夕陽2                         | 2007年11月3日  | Mary            |
| 藍天的俄羅斯賭盤 （青空のルーレット）                       | 2007年11月3日  | 栗田加奈子      |
| 幸福的魔法繪本                              | 2008年9月13日  | Saori（女職員） |
| 白色榮光：急診室疑雲（染血將軍的凱旋）      | 2009年3月7日   | 如月翔子        |
| 人體密碼 THE CODE                           | 2009年5月      | 宍戶瞳          |
| No Boys、No Cry（韓國片名：船）             | 2009年8月22日  | 敦子            |
| 我們的美好時光 （僕らのワンダフルデイズ）                         | 2009年11月7日  | 藤岡和歌子      |
| Golden Slumbers - 宅配男與披頭四搖籃曲 （ゴールデンスランバー） | 2010年1月30日  | 凜香            |
| 同棲生活 ／Parade （パレード）                      | 2010年2月20日  | 大河内琴美      |
|                                             | 2012年3月24日  | 相馬あずさ      |
|                                             | 2012年7月14日  | アパ            |
| 吻                                          | 2013年5月25日  | マコ（主演）    |
| 偉大的咻啦啦砰                              | 2014年3月8日   | 藤宮濤子        |
| 白雪公主殺人事件                            | 2014年3月29日  | 谷村夕子        |
|                                             | 2014年 秋      | 鷹峰純子        |
| 球場上的朝陽                                | 2014年12月20日 | Betty三宅       |

### 配音
- （2009年8月1日公開） -  役
- 木偶戲-　（2009年10月 - 2010年5月、NHK教育）- 役
- 少年犯罪檔案　（2010年4月 - 7月、NTV） - 節子 役
- VICTORiOUS（2012年10月 -、NHK教育） - Tori Vega 役

### 舞台劇
- 新築HIMAWARI-A日記（2004年6月）
- （2005年4月）
- （2006年2月）
- 舞台劇#生命最後一個月的花嫁（東京 2010年6月15日-27日　大阪 7月2日-4日）- 主演：長島千惠
- 泣き虫なまいき石川啄木（2011年10月7日～10月30日）- 飾演 石川節子
- 純愛物語 meets YUMING『8月31日〜夏休み最後の日〜』（2012年10月7日～10月31日）- 飾演: 千佳
- 玻璃面具（2014年8月15日 - 8月31日）- 主演：北島真夜
- もとの黙阿弥（東京 2015年8月1日 - 8月25日、大阪 9月1日 - 9月25日） - 飾演: 長崎屋お琴

### PV
- Remioromen「南風」
  - 電影《烏龜游泳意外迅速》主題歌。
- Lambsey
- ohana「予感」
- 榎本くるみ
- 決明子 (團體)「男女6人夏物語」
- BONNIE PINK「Joy」
- FUNKY MONKEY BABYS「涙」
- John-Hoon「春恋」

### 廣播
- J-WAVE - 「ASIENCE SPIRIT OF ASIA」 内「ASIAN COLOR」(2005.11.27,12.04)
- TOKYO FM
  - 「GIRLS LOCKS!」 第5週（2005.10.31 - 2006.02.02）
  - 廣播劇 2008年12月放送回（2008.12.01 - 12.31）
  - 廣播劇（貫地谷しほり的廣播劇團・小小的奇蹟）主演 （2009年10月 - 2010年3月31日，全104話）

### 書籍
- First寫真集 『二十歳』 （2005.12月發行） （內含最初&最後的泳裝姿）
- 寫真書 (貫地谷的話) （2009.03.27發行）

（有出道心路歷程等訪談，拍攝地為沖繩。）

### 旁白
- アジアンスマイル（2008年4月6日、NHK-BS1）
- サクラガサイタ〜信州のスウィングガールズ ワシントンへ行く〜（2008年5月11日、BS朝日）
- ザ・ノンフィクション（2008年11月23日ほか、富士電視台）
- にほんの里100選（2009年1月 - 3月、朝日電視台）
- 熱中時間 忙中"趣味"あり 「熱中人FILE〜岡本信人の野草〜」（2009年7月11日、NHK-BS2）
- FNSドキュメンタリー大賞「Home」～僕が田舎暮らしを始めた理由　(2010年5月27日、福島テレビ)
- プロフェッショナル 仕事の流儀（2010年10月16日 - 、NHK）
- プレミアム8「愛と胃袋・スペイン 角田光代のバスク」（2010年10月19日、NHK-BShi）
- アジア神秘紀行（2011年4月 - 、BS朝日）

## 獎項
- 2008年　（Élan d'or賞） 新人賞
- 2009年　日刊體育 讀者投票日劇大賞 夏季日劇 助演女優賞　《零秒出手》
- 2010年　第7回 The Beauty Week Award
- 2014年　第56屆 日本藍絲帶獎 最佳女主角 《吻》

## 外部連結
- 貫地谷栞 OFFICIAL BLOG （页面存档备份，存于）
- 貫地谷栞 OFFICIAL SITE
- ABPinc - 貫地谷栞 事務所官網個人資料
- 貫地谷栞的Instagram帳戶